# 富永理
富永 理（とみなが ただし、1902年（明治35年）8月2日 - ? ）は、日本の哲学者。松商学園短期大学第5代学長。「リベラルな思想家」と評された。

## 経歴
佐賀県佐賀市生まれ。第七高等学校から、東京帝国大学文学部に進み、哲学科を卒業した。東亜研究所に勤務したが、戦後にシベリア抑留を経験し、1950年に鹿児島商科短期大学（後の鹿児島経済大学〜鹿児島国際大学の前身）教授となり、1959年に松商学園短期大学教授に転じた。
1971年6月に、当時の学長であった長守善が死去した後、学長事務取扱となり、翌1972年3月1日から正式に第5代学長となった。4期8年の学長在任中に、松商学園高等学校と共有されていたキャンパスの分離移転に取り組み、新村地区（現在の松本大学の校地の一部）への短大の新築移転を実現した。

## おもな業績

### 単著
- 民族・文化・風土、西東書林、1937年
- 囘教徒の民族運動、東亜研究所、1939年
- 文化斗争の原理、冨山房、1942年（総力戦叢書：第3冊）